# 大黒町 (横浜市)
大黒町（だいこくちょう）は、神奈川県横浜市鶴見区の町名。住居表示実施済であるが、丁目は設けられていない。

## 地理と交通
鶴見区南部の、河川と運河に囲まれた埋立地に位置する。面積は2.155km²。全域が工業専用地域に指定されており、工場や倉庫が立ち並び、人口はごくわずかである
。北は大黒運河を挟み生麦、東は鶴見川を挟み末広町、南は大黒埠頭、西は神奈川区宝町に隣り合う。このうち、生麦との間は大黒橋および大黒高架橋、宝町には神奈川産業道路の寿老橋、大黒埠頭には大黒大橋で結ばれているが、末広町との間には橋は掛かっていない。南北に首都高速神奈川5号大黒線の高架橋が通るが、町内には出入口は設けられていない。町内に旅客営業を行う鉄道路線はなく、1934年から貨物専用の新興駅が開設され、当地にある工場の原料や製品の輸送を行っていたが、2010年に廃止されている。町内を運行する路線バスはいずれも横浜市営バスで、鶴見駅前と大黒埠頭方面を結ぶ17系統、生麦と新子安駅を結ぶ19系統、平日朝夕を中心に鶴見駅前・生麦と横浜さとうのふるさとを結ぶ181系統が運行されている。

## 歴史と進出企業
横浜港の発展と工業地帯の拡大を目的として、神奈川県により1928年（昭和3年）から生麦地先205万m2の埋立事業が着手、1936年に完成をみた。1937年3月12日にこのうち122万m2に大黒町が新設され、他は神奈川区宝町・恵比須町の町域となる。町名は、縁起をかつぎ七福神の一つの大黒天から採られた。1926年、大黒町地先に大阪セメント（現在の住友大阪セメント）が横浜工場を建設。1934年に東京硫酸株式会社創立（1939年より、保土谷化学工業鶴見工場）。同年に、貨物専用の高島線に新興駅が開業している。1935年、宝製油（1944年に味の素製油に改称、現在のJ-オイルミルズ）横浜工場開設。1936年、昭和産業鶴見工場開設。1937年には辰巳倉庫が営業所を開設した。1939年には日東化学工業（現在の三菱ケミカル）横浜工場と日産自動車鶴見工場（現在の横浜工場第3地区）、ニチアス鶴見工場が進出したが、第二次世界大戦中の1945年には各工場は空襲で甚大な被害を受けた。戦後も工場用地の需要は旺盛で、1947年には大黒倉庫、1950年には丸善石油（現在のコスモ石油）横浜油槽所、1952年には亜細亜石油（新亜細亜石油を経て、現在のコスモ石油）横浜工場が進出。横浜市は1955年より大黒町地先の埋立に着手。1958年からは大洋漁業（現在のマルハニチロ）の母船基地用地の埋め立てが追加され、すべて完成したのは1961年である。埋立には浚渫土や残土のほか、京浜工業地帯で発生したスラグも使われた。新亜細亜石油、日東化学工業、東京電力横浜火力発電所、大洋漁業が進出した。同年には、大黒町北部に横浜市中央卸売市場食肉市場も開場した。
大洋漁業跡地には、1965年5月に大東通商横浜油槽所（2003年に大東タンクターミナルに事業譲渡）、
1966年3月には塩水港精糖横浜工場、1996年7月には横浜液化ガスターミナルが竣工。塩水港精糖横浜工場には1997年から2004年まで、見学施設「横浜・さとうのふるさと館」が開設されていた。1966年11月から2004年までは、同社の本社も置かれていた。1967年5月1日には住居表示実施。1971年から1990年にかけて、大黒町南方の沖合に大黒埠頭が造成され、1974年には大黒町と大黒埠頭を結ぶ大黒大橋、1989年には首都高速神奈川5号大黒線が開通した。町の北部にアルコール類の輸送設備を有する内外輸送は、2000年に東京・大手町から当地に本社を移転した。
2004年には、コスモ石油跡地に中古車オークション会場ユー・エス・エスが開設された。

## 世帯数と人口
横浜市発表の世帯数と人口はごくわずかなため、秘匿となっている。

## 事業所
2021年（令和3年）現在の経済センサス調査による事業所数と従業員数は以下の通りである。
| 町丁   | 事業所数  | 従業員数 |
| ------ | --------- | -------- |
| 大黒町 | 211事業所 | 6,786人  |

### 事業者数の変遷
経済センサスによる事業所数の推移。
| 年                 | 事業者数 |
| ------------------ | -------- |
| 2016年（平成28年） | 183      |
| 2021年（令和3年）  | 211      |

### 従業員数の変遷
経済センサスによる従業員数の推移。
| 年                 | 従業員数 |
| ------------------ | -------- |
| 2016年（平成28年） | 5,863    |
| 2021年（令和3年）  | 6,786    |

## その他

### 日本郵便
- 郵便番号 : 230-0053[2]（集配局：鶴見郵便局[24]）

### 警察
町内の警察の管轄区域は以下の通りである。
| 番・番地等 | 警察署     | 交番・駐在所 |
| ---------- | ---------- | ------------ |
| 全域       | 鶴見警察署 | 生麦交番     |